# Allard Hulshoff

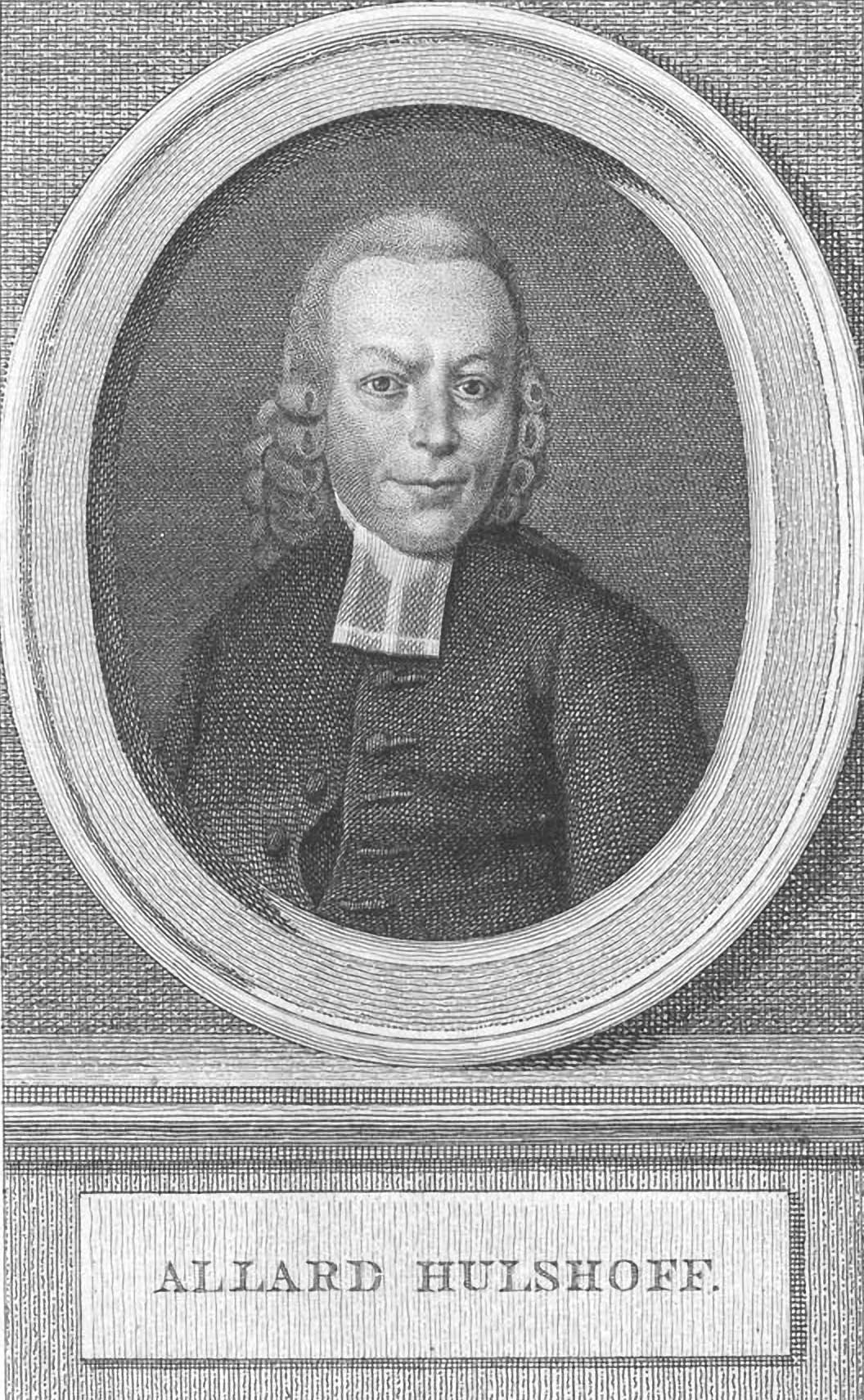
Allard Hulshoff

Allard Hulshoff (* 20. Februar 1734 in Groningen; † 30. Juli 1795 in Amsterdam) war ein niederländischer reformierter Theologe.

## Leben
Allard Hulshoff war der Sohn von Barend Hulshoff und Johanna Rozinga. Er hatte ab dem neunten Lebensjahr die Lateinschule seiner Heimatstadt besucht. 1749 wurde er Student an der Universität Groningen. Hier absolvierte er unter Leonard Offerhaus,
Jakob Hendrik Croeser, Gualtherus van Doeveren (1730–1783) und Tiberius Lambergen (1717–1763) ein medizinisches Studium. Nicolaas Engelhard (1696–1765) und Dionysius van de Wijnpersse hatten ihm das nötige Wissen vermittelt, so dass er mit einer lateinischen Abhandlung über den Nachweis der Existenz eines höchst vollkommenen Wesens zum Doktor der Philosophie promovierte.
Nachdem er an der Universität Leiden und in Amsterdam seine Ausbildung fortgesetzt hatte, entschloss er sich 1758 auf die Theologie umzuschwenken. Er absolvierte dazu eine Ausbildung am Predigerseminar der Mennoniten fort und bildete sich bei Tjerk Nieuwenhuis (1708–1759), Jacobus Krighout (1702–1770) und Abraham Arend van der Meersch (1720–1793) weiter. 1758 wurde er Lehrer der Mennonitengemeinde in Makkum. Von dort wurde er 1760 nach Amsterdam versetzt, wo er fünfunddreißig Jahre lang als Prediger wirkte.
Dabei hatte er sich manches Ansehen erworben. Nach seinem Tod veröffentlichte man vierzig seiner Predigten unter dem Titel Kerkelijke redevoeringen. (frei deutsch übersetzt: kirchliche Reden. Amsterdam 1796). Schon als Student war er unter dem Pseudonym Alethophilos Phileuselius mit einer Abhandlung aufgetreten, wo er sich gegen das System von Gottfried Wilhelm Leibniz aussprach. Sie erschien unter dem Titel Beschouwing der beste wereld of philosophische bedenkingen over Gods goedheid en wijsheid, de vrijheid der menschen en hunnen staat in dit en het toekomend leven (frei deutsch übersetzt: Die Prüfung der besten Welt oder philosophische Überlegungen über Gottes Güte und Weisheit, Freiheit von Männern und ihrem Staat in diesem und im zukünftigen Leben. Amsterdam 1758).
Diese Schriften regten in den Niederlanden eine breite Diskussion an und wurden weithin anerkannt. Für sein Engagement bei seiner Verhandeling over de zedelijke opvoeding: de vrijheid omtrent de onkunde en de beoordeeling van het bewijs voor Gods aanwezen uit de onvolmaaktheid onzer zelfkennis, opgegeven door Mozes Menselszoon (frei deutsch übersetzt: Traktat über die moralische Erziehung. Freiheit auf der Unwissenheit und die Beurteilung von Beweisen für die Gegenwart Gottes in der Unvollkommenheit unserer Selbsterkenntnis, von Moses Mendelssohn gegeben) erhielt er die Ehrenmedaille der Gesellschaft der Wissenschaften in Haarlem.

## Werke
- De fundamento potestatis Dei legislatoriae. (1766)
- De cartesiana demonstratione existentiae divinae a priori, ex notione entis per fectissimi et necessarii. (1768)
- Utrum Deus ex mero arbitrio potestatem suam legislatoriam, an vero ita, ut ratio humana etiam legum divinarum perfectiones perspiciat, exerceat. (1770)
- Dissertatio, quo demonstratur res hoe universum constituentes non necessario existere, sed ab ente necessario esse creates. (1773)